# Sedlnice (železniční zastávka)
Sedlnice jsou železniční zastávka, která se nachází v severovýchodní části obce Sedlnice v okrese Nový Jičín. Zastávka leží v km 6,372 jednokolejné trati Studénka–Veřovice v obvodu Sedlnice-Bartošovice, který je součástí stanice Sedlnice.

## Historie
Původní zastávka Sedlnice vznikla už v roce 1881 při stavbě trati ze Studénky do Štramberka, v roce 1911 byly Sedlnice povýšeny na stanici. V důsledku výstavby letiště Mošnov však byla původní trať zrušena a nahrazena přeložkou. Tím zanikla i někdejší stanice Sedlnice, která byla nahrazena stejnojmennou stanicí v nové poloze, jejíž provoz byl zahájen v roce 1959.
Původní stanice Sedlnice přestala sloužit pro nástup a výstup cestujících v roce 2013, nahradila ji nově vybudovaná zastávka, která dostala rovněž název Sedlnice. Nová zastávka byla dána do provozu se zahájením nového jízdního řádu dne 15. prosince 2013.

## Popis zastávky
Zastávka leží v jednokolejné části stanice Sedlnice, konkrétně u koleje č. 91 v obvodu Sedlnice-Bartošovice poblíž místa, kde z trati Studénka–Veřovice odbočuje trať na letiště Mošnov. Zastávka tedy může být obsluhovány jak vlaky jedoucími od Studénky na Příbor (a opačně), tak vlaky od Studénky na letiště (a opačně).
U koleje č. 91 je v zastávce zřízeno vnější jednostranné nástupiště o délce 170 m, nástupní hrana je ve výšce 550 mm nad temenem kolejnice. Cestující mají přístup na nástupiště od příjezdové komunikace k zastávce. V zastávce je k dispozici přístřešek.
Zastávka je vybavena akustickým informačním systémem (rozhlasem), pomocí kterého jsou cestující informováni o jízdách vlaků. Rozhlas je standardně ovládán výpravčím ze Studénky (který dálkově obsluhuje zabezpečovací zařízení ve stanici Sedlnice), případně výpravčím přímo ve stanici Sedlnice.